# Levitha
Levitha (řecky Λέβιθα) je řecký ostrov v souostroví Dodekanés v jihovýchodní části Egejského moře. Náleží ke skupině šesti menších ostrovů (Mavra, Glaros, Kinaros, Plaka, Megalo Livadi) a nachází se mezi Lerem a Kalymnem v Dodekanech na východě a Amorgem v Kykladech na západě. Jižně od něj leží Astypalaia.

## Geografie
Rozloha ostrova je 9,121 km². Nejvyšší bod jménem Vardia dosahuje nadmořské výšky 130 m.

## Obyvatelstvo
Uprostřed ostrova mezi dvěma zátokami se nachází jediná stejnojmenná vesnice, která k roku 2011 nebyla obydlena.